# Nathalie Boutefeu
Nathalie Boutefeu sinh năm 1968 tại Dijon, là nữ diễn viên, nữ đạo diễn và nhà viết kịch bản người Pháp. Từ năm 1990 tới nay, cô đã diễn xuất trong 40 phim, trong đó có phim The Butterfly's Dream, đã được chiếu ở phân khu Un Certain Regard tại Liên hoan phim Cannes 1994. Năm 2009, cô đã viết kịch bản phim Des bonnes, dự kiến sẽ quay trong năm 2010. Kịch bản này đã đoạt giải "Grand Prix du meilleur scenariste" năm 2009 của Pháp.

## Danh sách phim
- 2010: La Dame de trèfle của Jérôme Bonnell
- 2009: Louise Michel (TV) của Sólveig Anspach
- 2007: Un secret của Claude Miller
- 2007: Nuage của Sébastien Betbeder
- 2007: J'attends quelqu'un của Jérôme Bonnell
- 2006: Un couple parfait của Nobuhiro Suwa.
- 2005: Les Yeux clairs của Jérôme Bonnell, prix Jean-Vigo
- 2005: La Parenthèse interdite (TV)
- 2004: Rois et reine của Arnaud Desplechin
- 2003: Son frère của Patrice Chéreau
- 2002: Le Chignon d'Olga của Jérôme Bonnell
- 2002: A+ Pollux của Luc Pagès
- 2001: Pau et son frère của Marc Recha
- 2000: Liste rouge (phim ngắn) của Jérôme Bonnell
- 1999: La Maladie de Sachs của Michel Deville
- 1999: À l'ombre des grands baobabs của Rémy Tamalet
- 1999: Rien sur Robert của Pascal Bonitzer
- 1999: Fidèle của Jérôme Bonnell
- 1997: Port Djema của Eric Heumann
- 1996: Une mère comme on n'en fait plus (TV) của Jacques Renard
- 1996: Irma Vep của Olivier Assayas
- 1994: Le Rève du papillon của Marco Bellocchio
- 1994: Mère séropositive của Benoît Jacquot
- 1993: Les Yeux au plafond (phim ngắn) của Mathieu Amalric
- 1992: Confessions d'un barjo của Jérôme Boivin

## Kịch bản/Đạo diễn
- 2009: Des bonnes

## Kịch
- 2009: "Vie privée" của Philip Barry, do Pierre Laville đạo diễn